# Djamel Benchergui
 (janvier 2019).
Si vous disposez d'ouvrages ou d'articles de référence ou si vous connaissez des sites web de qualité traitant du thème abordé ici, merci de compléter l'article en donnant les références utiles à sa vérifiabilité et en les liant à la section « Notes et références ».
Djamel Benchergui est un footballeur algérien né le 7 décembre 1981 à El Attaf. Il est le frère cadet de Rabie Benchergui, également footballeur.

## Biographie
Il joue en Division 1 avec les clubs du WA Tlemcen, du Paradou AC, de l'AS Khroub, de l'USM Annaba, de l'ES Sétif, et enfin du CA Bordj Bou Arreridj.

## Palmarès
- Vainqueur de la coupe d'Algérie en 2002 avec le WA Tlemcen.
- Accession en Ligue 1 en 2005 avec le Paradou AC.
- Accession en Ligue 1 en 2012 avec le CA Bordj Bou Arreridj.